# Super Bowl XXV
Super Bowl XXV je bio završna utakmica 71. po redu sezone nacionalne lige američkog nogometa. U njoj su se sastali pobjednici NFC konferencije New York Giantsi i pobjednici AFC konferencije Buffalo Billsi. Pobijedili su Giantsi rezultatom 20:19, te tako osvojili svoj šesti naslov prvaka, drugi u eri Super Bowla.
Utakmica je odigrana na Tampa Stadiumu u Tampi u Floridi, kojoj je to bilo drugo domaćinstvo Super Bowla (prvo Super Bowl XVIII 1984. godine).

## Tijek utakmice
| Četvrtina | Vrijeme | Momčad | Informacija o promjeni rezultata                                                | Rezultat | Rezultat |
| Četvrtina | Vrijeme | Momčad | Informacija o promjeni rezultata                                                | Giants   | Bills    |
| --------- | ------- | ------ | ------------------------------------------------------------------------------- | -------- | -------- |
| 1         | 7:14    | NYG    | field goal (Bahr)                                                               | 3        | 0        |
| 1         | 5:51    | BUF    | field goal (Norwood)                                                            | 3        | 3        |
| 2         | 12:30   | BUF    | touchdown probijanjem (Smith), uspješan pokušaj za dodatni poen (Norwood)       | 3        | 10       |
| 2         | 8:27    | BUF    | safety nakon obaranja quarterbacka (Smith)                                      | 3        | 12       |
| 2         | 0:25    | NYG    | touchdown dodavanjem (Hostetler-Baker), uspješan pokušaj za dodatni poen (Bahr) | 10       | 12       |
| 3         | 5:31    | NYG    | touchdown probijanjem (Anderson), uspješan pokušaj za dodatni poen (Bahr)       | 17       | 12       |
| 4         | 14:52   | BUF    | touchdown probijanjem (Thomas), uspješan pokušaj za dodatni poen (Norwood)      | 17       | 19       |
| 4         | 7:20    | NYG    | field goal (Bahr)                                                               | 20       | 19       |

## Statistika utakmice

### Statistika po momčadima
| Statistika                                                      | New York Giants | Buffalo Bills |
| --------------------------------------------------------------- | --------------- | ------------- |
| Prvih pokušaja                                                  | 24              | 18            |
| Ukupno osvojenih jardi                                          | 386             | 371           |
| Broj napada probijanjem                                         | 39              | 25            |
| Ukupno jardi osvojenih probijanjem                              | 172             | 166           |
| Broj napada s kompletiranim dodavanjem/ukupno napada dodavanjem | 20/32           | 18/30         |
| Ukupno jardi osvojenih dodavanjem                               | 214             | 205           |
| Izgubljenih lopti                                               | 0               | 0             |
| Prekršaji (izgubljenih jardi)                                   | 5 (31)          | 6 (3563)      |
| Vrijeme posjeda lopte (min:s)                                   | 40:33           | 19:27         |

### Statistika po igračima
| Quarterback          | Dodavanja* | Yds** | TD*** | Int**** |
| -------------------- | ---------- | ----- | ----- | ------- |
| Jeff Hostetler (NYG) | 20/32      | 222   | 1     | 0       |
| Jim Kelly (BUF)      | 18/30      | 212   | 0     | 0       |

Napomena: * - broj kompletiranih dodavanja/ukupno dodavanja, ** - ukupno jardi dodavanja, *** - broj touchdownova (polaganja), **** - broj izgubljenih lopti